# Iglesia de San Juan Bautista (Ciudad Lineal)
La iglesia de San Juan Bautista es un edificio neogótico construido en Ciudad Lineal, Madrid, España, entre el año 1926 y 1929 con proyecto del arquitecto Benito Guitart Trulls.
La iglesia de San Juan Bautista de Ciudad Lineal es el único testimonio que se ha conservado del proyecto de una colonia obrera que habría de asentarse en el antiguo cerro de la Cabaña. La iglesia quedó descontextualizada, tras ser rodeada por edificaciones de ocho plantas de un barrio de viviendas, construido entre 1978 y 1984 por el arquitecto Luis Cubillo de Arteaga. 

## Historia

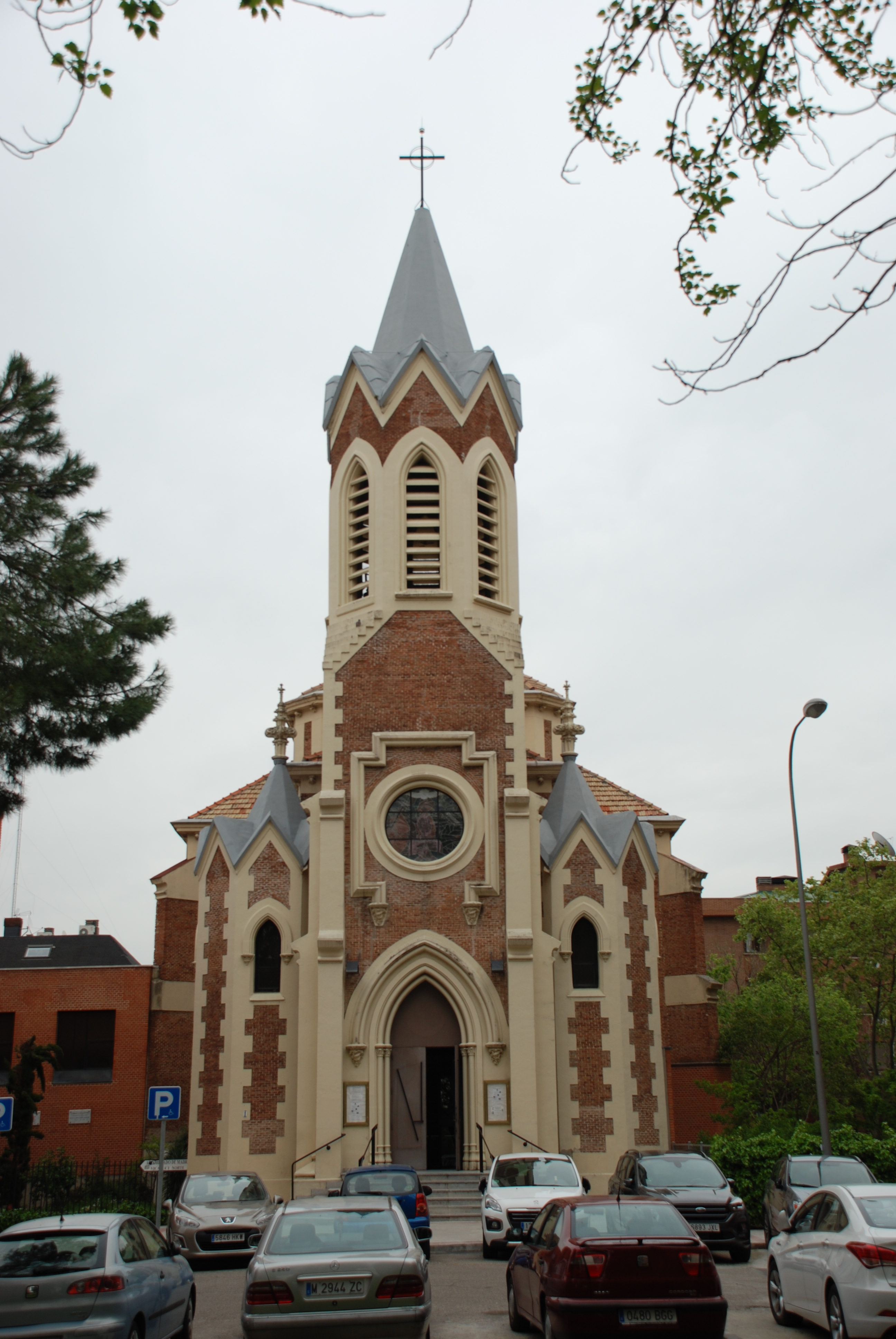
Vista frontal

El Barrio obrero Nuestra Señora del Carmen fue fundado por Faustina Peñalver Fauste, segunda esposa del marqués de Amboage, la cual dejó estipulado en su testamento que tras su fallecimiento, ocurrido el 24 de marzo de 1916, el tercio de libre disposición de su herencia se aplicara a la fundación “Barrio obrero de Nuestra Señora del Carmen”, que tenía por objeto la construcción de un barrio de viviendas para trabajadores. El proyecto comprendía:
1.- El mayor número posible que los recursos consientan, de casas habitaciones para obreros, que tendrán las condiciones que se determinan.
2.- Una iglesia de uso público, con su personal indispensable para el servicio religioso de la población obrera.
3.- Escuelas para niños, una para cada sexo, con el personal docente preciso y destinado al servicio exclusivo del barrio obrero, con obligación de asistir a ellas todos los niños del mismo hasta la edad de diez años; y
4.- Todos aquellos otros servicios indispensables para el barrio mientras no les preste el Ayuntamiento”
Las obras para la realización de la colonia comenzaron en el año 1919. En ese año apareció en la revista la Construcción Moderna un anuncio de concurso de movimiento de tierras para apertura de calles del barrio obrero y el año siguiente se solicitaron desde ese mismo medio propuestas para «la construcción de una capilla y 24 casas para obreros en el cerro denominado La Cabaña (Canillas), junto a Ciudad Lineal».

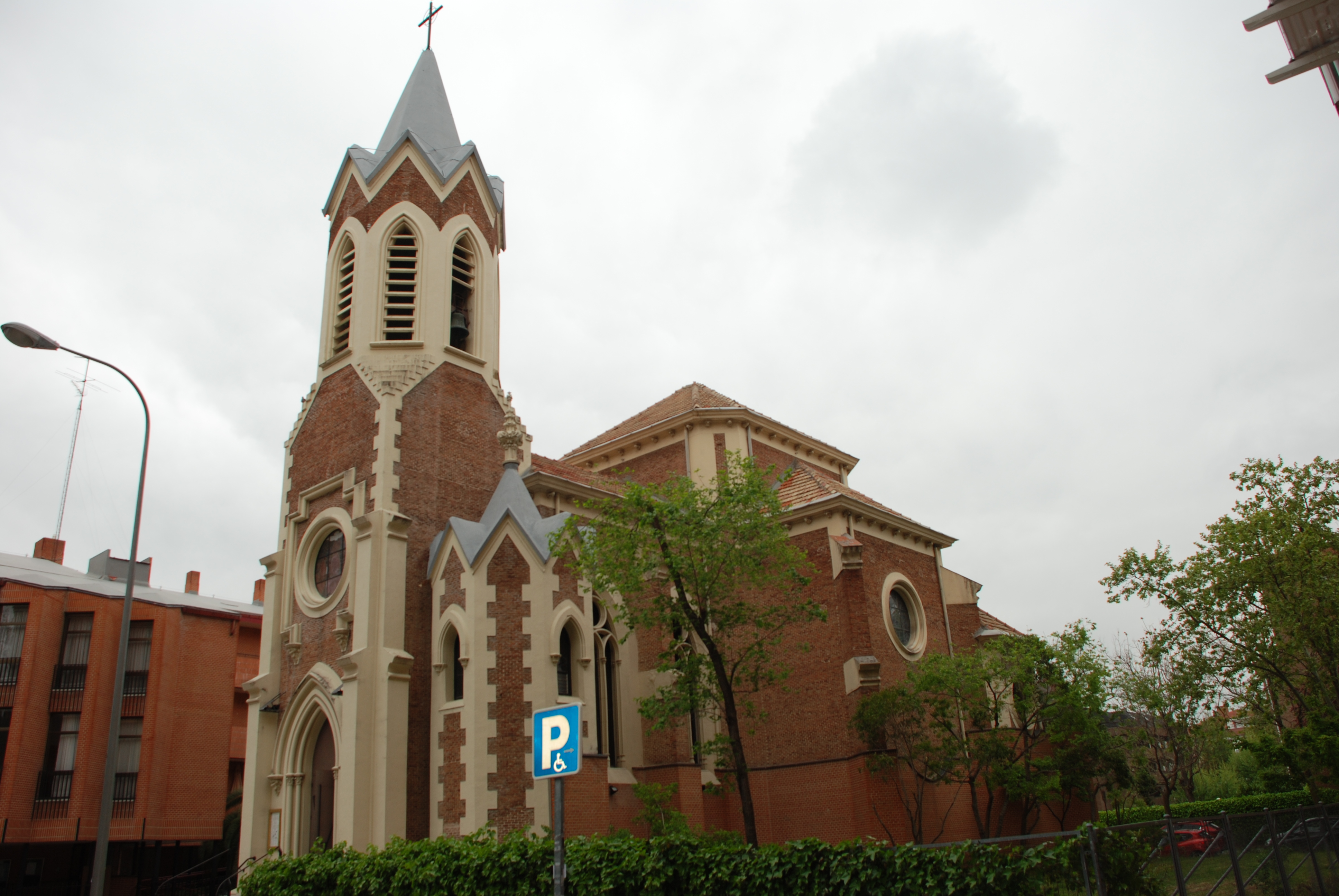
Vista lateral

Del barrio obrero proyectado solo se construyó la iglesia y las veinticuatro viviendas, situadas en la calle que recibe el nombre de la fundadora. El templo mantuvo la advocación de Nuestra Señora del Carmen hasta que en 1930 acogió a la parroquia de San Juan Bautista de Canillas. Las viviendas se encontraban en el año 1930 todavía sin habitar, según un artículo de prensa, y no han llegado hasta nosotros.

## Descripción
La iglesia es un templo neogótico, construido en hormigón y ladrillo, con una torre sobre la entrada, vanos ojivales y un óculo con alfiz. Su planta consta de una única nave con un transepto, al que se adosan dos espacios octogonales a ambos lados del presbiterio, uno de los cuales forma una capilla y el otro la sacristía. A ambos lados de la entrada al templo existen dos pequeños volúmenes, también de planta ochavada, de los cuales el derecho contenía el baptisterio y el izquierdo la escalera de subida al coro y a la torre. 
El interior de la iglesia es sencillo y con escasa decoración. El espacio está dividido por arcos ojivales y todos los techos son planos. En el lado de la epístola del transepto se encuentra el sepulcro de la fundadora del barrio obrero y el otro lado ha sido ampliado en una reforma moderna.

## Localizaciones de películas
En el exterior y en los interiores de esta iglesia se han rodado escenas de varias películas españolas: Cerca de la ciudad (Luis Lucia, 1952); Los flamencos (Jesús Yagüe, 1968), Viva la clase media (José María González Sinde, 1980), y una coproducción hispano-italiana: Operación Ogro (Gillo Pontecorvo, 1979). 